# Reserva natural silvestre Cambyretá
La reserva natural silvestre Cambyretá es un área natural protegida ubicada en el departamento Ituzaingó de la provincia de Corrientes en Argentina, adyacente al parque nacional Iberá, al que se espera se integre en el futuro. Su superficie es de 11 594 ha 54 a 93 ca. 

## Generalidades
El acceso al portal Cambyretá del parque nacional se ubica en la ruta nacional 12 a 10 km al oeste de Ituzaingó y 9 km al este de Villa Olivari. Desde allí un camino vecinal de ripio de 28,5 km cerrado con tranqueras comunica con el portal. El portal no cuenta con una proveeduría, pero sí tiene un área de acampe equipada con servicios básicos: agua potable, quinchos con fogones y baños con ducha con agua caliente.
El inmueble tiene importancia por su papel como conectora entre los núcleos Cambyretá y San Nicolás del parque nacional Iberá y entre las unidades de conservación nacional y provincial.

## Antecedentes
La categoría reserva natural silvestre bajo jurisdicción de la Administración de Parques Nacionales fue creada por decreto n.º 453/1994 de 24 de marzo de 1994 para preservar:

(...) aquellas áreas de extensión considerable que conserven inalterada o muy poco modificada la cualidad silvestre de su ambiente natural y cuya contribución a la conservación de la diversidad biológica sea particularmente significativa en virtud de contener representaciones válidas de uno o más ecosistemas, poblaciones animales o vegetales valiosas a dicho fin, a las cuales se les otorgue especial protección para preservar la mencionada condición.

Las reservas naturales silvestres independientes son áreas protegidas de propiedad del Gobierno nacional, que este establece por decreto en circunstancias especiales en las cuales la provincia en la que se encuentra retiene la total jurisdicción, pues no la ha delegado por ley propia y el área protegida no ha sido creada por ley del Congreso Nacional como requiere la ley n.º 22351 que rige el Sistema Nacional de Áreas Protegidas. 
Las entidad conservacionista Fundación Flora y Fauna Argentina ofreció en donación con cargo a la Administración de Parques Nacionales (APN) el establecimiento Rancho Once integrado por dos fracciones de campo, para ser incorporado al parque nacional Iberá. Esta administración aceptó la donación por resolución n.º 196/2019 de 29 de mayo de 2019, lo mismo que la Agencia de Administración de Bienes del Estado por resolución n.º 226/2019 de 7 de junio de2019, asignándolos a la APN. Ambas reparticiones públicas formalizaron la donación por escrituras públicas el 18 de junio de 2019.

## Creación de la reserva natural silvestre
El 26 de julio de 2019 el presidente Mauricio Macri dictó el decreto n.º 517/2019 expresando:

ARTÍCULO 1°.- Créase la RESERVA NATURAL SILVESTRE CAMBYRETÁ, situada en la Segunda Sección del Departamento ITUZAINGÓ, Provincia de CORRIENTES,que se halla integrada por DOS (2) fracciones de campo identificadascomo Fracción “B” sobre calle Isla Chiquillo S/Nº y Fracción “A” sobrecalle S/Nombre y S/Nº, con una superficie según título de DIEZ MILTREINTA Y NUEVE HECTÁREAS CUARENTA Y DOS ÁREAS NOVENTA Y CUATROCENTIÁREAS (10.039 has. 42 as. 94 cas.) y ÚN MIL QUINIENTAS CINCUENTA YCINCO HECTÁREAS ONCE ÁREAS NOVENTA Y NUEVE CENTIÁREAS (1.555 has. 11as. 99 cas.), respectivamente, Partidas Inmobiliarias/Adremas K1- 673-3(Fracción “B”) y K1-1289-3 (Fracción “A”).

La administración es realizada por la intendencia del parque nacional Iberá.